# Cristina Grado
Cristina Grado, née à Rome le 2 février 1939 et morte dans la même ville le 3 janvier 2016, est une actrice de cinéma italienne. Elle a également travaillé en tant qu'actrice de doublage. Elle est parfois créditée comme Maria-Cristina Grado.

## Filmographie partielle
- 1953 : Canzoni, canzoni, canzoni de Domenico Paolella
- 1953 : Nous les femmes (Siamo donne), film à sketchs de Alfredo Guarini, Gianni Franciolini, Roberto Rossellini, Luigi Zampa et Luchino Visconti
- 1953 : Une agence matrimoniale (Un agenzia matrimoniale) de Federico Fellini
- 1954 : Le Comte de Monte-Cristo de Robert Vernay
- 1954 : Terra straniera de Sergio Corbucci
- 1954 : Voiturier du Mont Cénis (Il Vetturale del Moncenisio) de Guido Brignone
- 1955 : La Tour de Nesle d'Abel Gance
- 1955 : Prisonniers du mal (Prigionieri del male) de Mario Costa
- 1980 : Uomini e no de Valentino Orsini
- 1997 : Les Palmes de Monsieur Schutz de Claude Pinoteau